# Maturino da Firenze

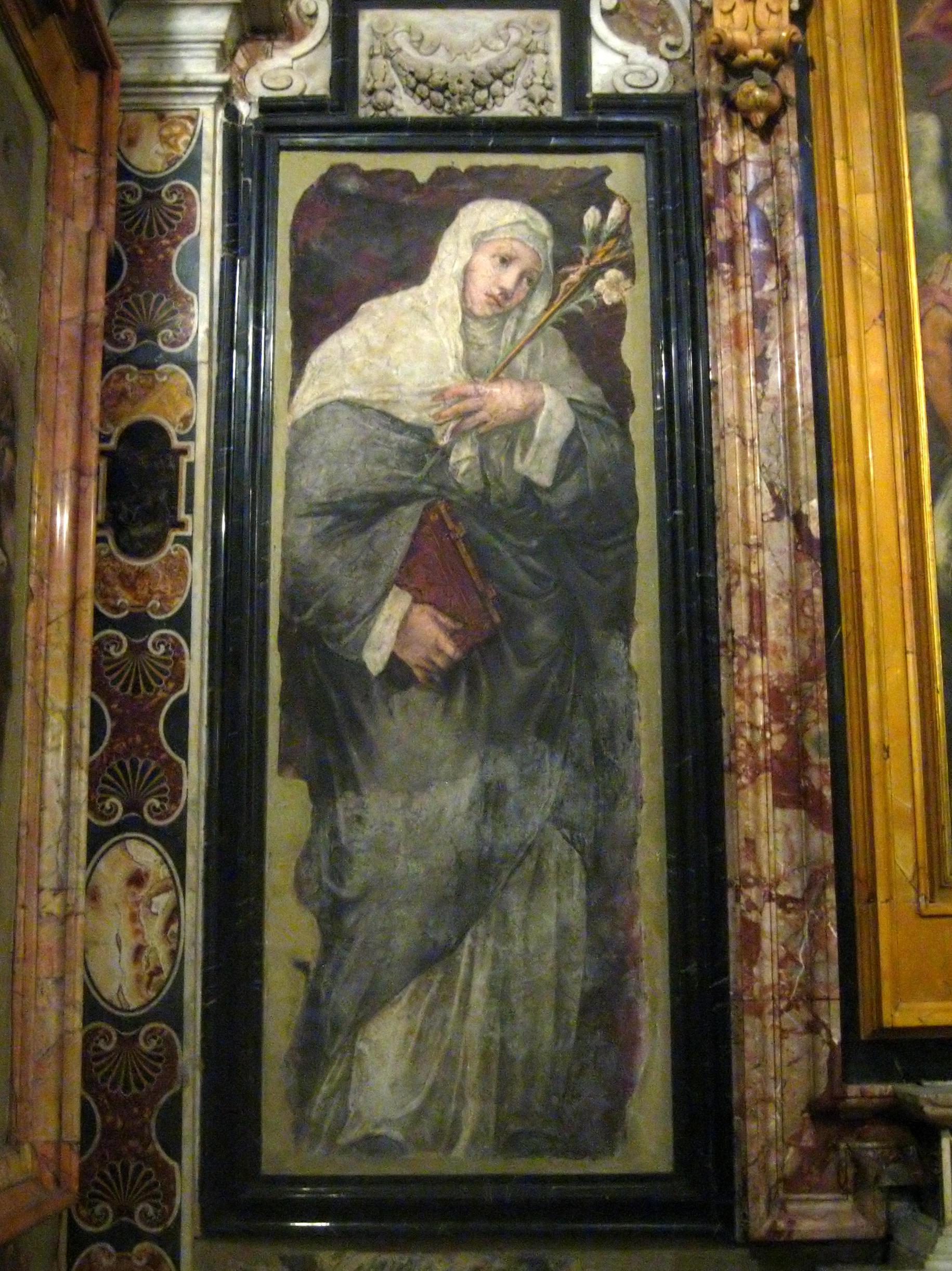
Santa Catarina de Siena, de Polidoro de Caravaggio e Maturino da Firenze

Maturino da Firenze (1490 — 1528) foi um pintor italiano, nascido em Florença, mas que trabalhou em Roma durante o Renascimento.
Trabalhava com Polidoro de Caravaggio. Giorgio Vasari não distinguia entre os dois pintores e considerava suas obras como sendo conjuntas.
Morreu durante a invasão de Roma por Carlos V do Sacro Império Romano-Germânico, em 1528.